# 貧困大国アメリカ
『ルポ 貧困大国アメリカ』（るぽ ひんこんたいこくあめりか）は堤未果の著書。岩波新書1112。
2008年1月発刊。同年8月に日本エッセイストクラブ賞を受賞、2009年3月に「新書大賞2009」をダブル受賞。
2010年1月には、オバマ後のアメリカを描いた「ルポ･貧困大国アメリカII」（岩波新書）「コミック・貧困大国アメリカ」（PHP）が発売された。

## 参考書籍
- ルポ 貧困大国アメリカ 堤未果 2008年1月 岩波書店 ISBN 9784004311126